# Szil-Sopronnémeti vasútállomás
Szil-Sopronnémeti vasútállomás egy Győr-Moson-Sopron vármegyei vasútállomás, Sopronnémeti településen, a GYSEV üzemeltetésében.
A község lakott területének déli szélén helyezkedik el, a másik névadó település, Szil központjától bő 4 kilométerre északra, a 8604-es út vasúti keresztezésétől nem messze délnyugatra. Közúti elérését az előbbi útból kiágazó 86 304-es számú mellékút teszi lehetővé.
Az állomáson a 2014. április 15-étől 2015. október 10-éig terjedő időszakban, a Hegyeshalom–Csorna–Porpác-vasútvonal villamosítása és állomásai biztosítóberendezések felülvezérlésének kialakítása című projekt részeként új peront alakítottak ki, és megtörtént a teljes vonal villamosítása is.

## Vasútvonalak
Az állomást az alábbi vasútvonalak érintik:
- Hegyeshalom–Porpác-vasútvonal

## Kapcsolódó állomások
A vasútállomáshoz az alábbi állomások vannak a legközelebb:
- Magyarkeresztúr-Zsebeháza megállóhely (Hegyeshalom–Porpác-vasútvonal)
- Csorna vasútállomás (Hegyeshalom–Porpác-vasútvonal)

## Forgalom
| Járat        | Útvonal | Gyakoriság                                       |
| ------------ | --- | ------------------------------------------------ |
| személyvonat | Szombathely – Vép – Porpác – Ölbő-Alsószeleste – Pósfa – Hegyfalu – Vasegerszeg – Vámoscsalád – Répcelak – Csánig (– Dénesfa) – Beled – Vica (– Páli-Vadosfa) – Magyarkeresztúr-Zsebeháza – Szil-Sopronnémeti – Csorna                                                                       | Kb. 2-4 óránként                                 |
| személyvonat | Szombathely → Hegyfalu → Répcelak → Csánig → Beled → Vica → Magyarkeresztúr-Zsebeháza → Szil-Sopronnémeti → Csorna | Munkanapokon 1 Csorna felé                       |
| személyvonat | Szombathely – Vép – Porpác – Ölbő-Alsószeleste – Pósfa – Hegyfalu – Vasegerszeg – Vámoscsalád – Répcelak – Csánig (← Dénesfa) – Beled – Vica (← Páli-Vadosfa) – Magyarkeresztúr-Zsebeháza – Szil-Sopronnémeti – Csorna – Bősárkány – Hanságliget – Jánossomorja – Mosonszolnok – Hegyeshalom | Napi 1 Hegyeshalom felé, napi 4 Szombathely felé |

## Galéria

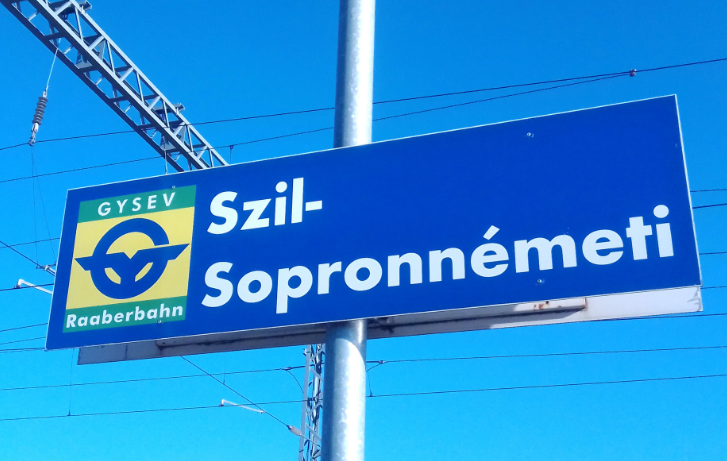
Állomástábla
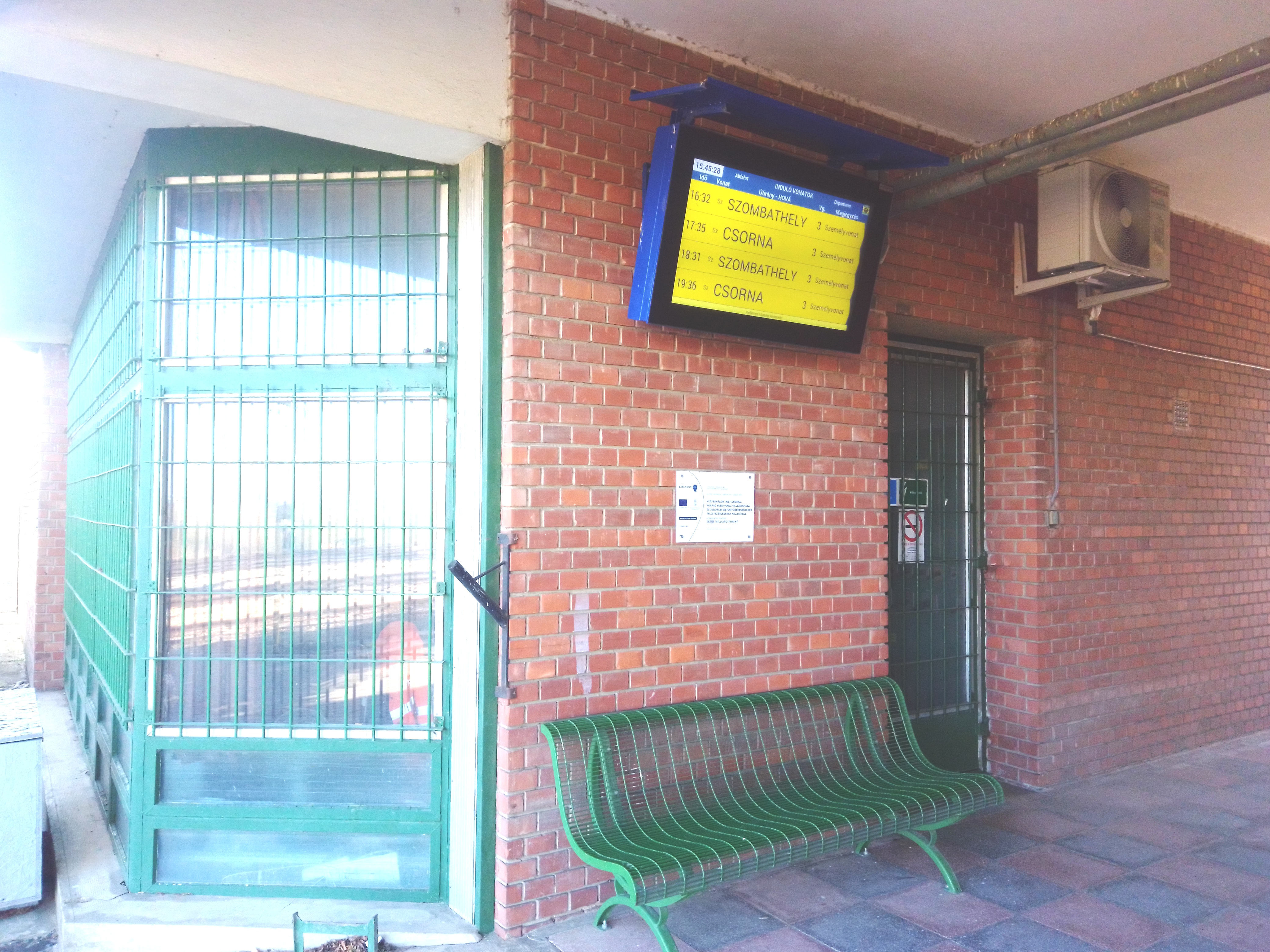
Tájékoztató képernyő
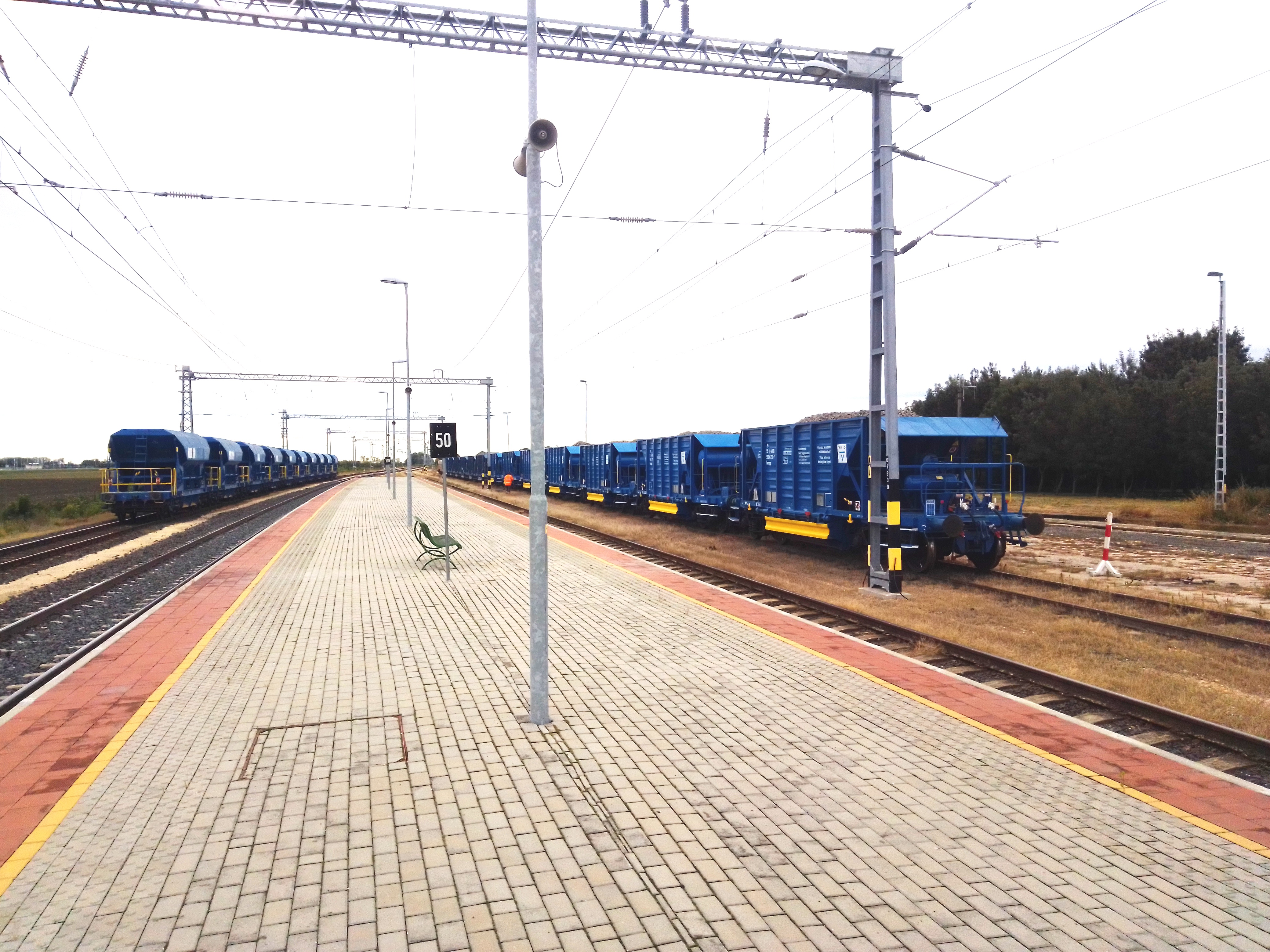
Tehervonatok az állomáson
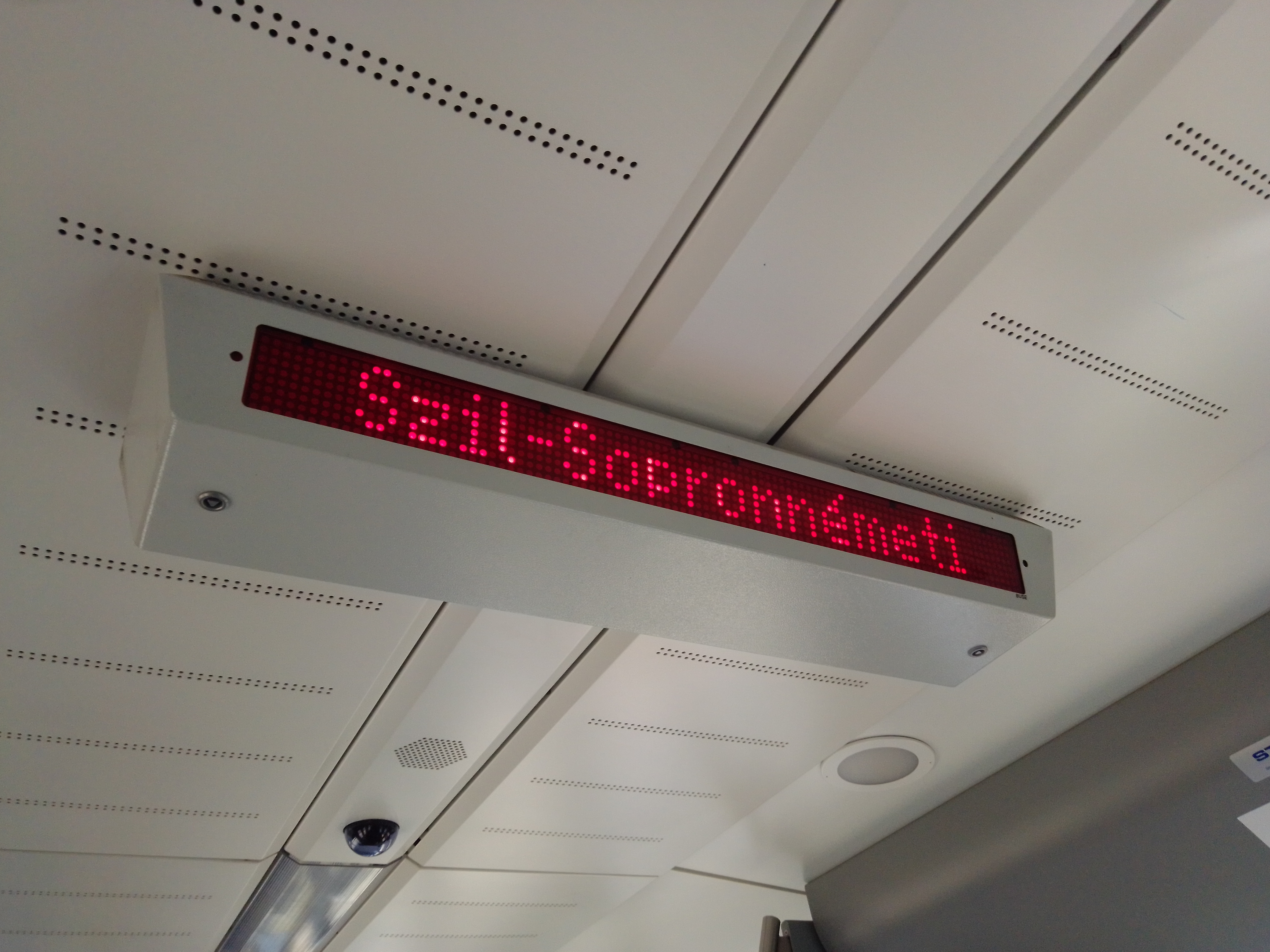
FLIRT digitális tábla
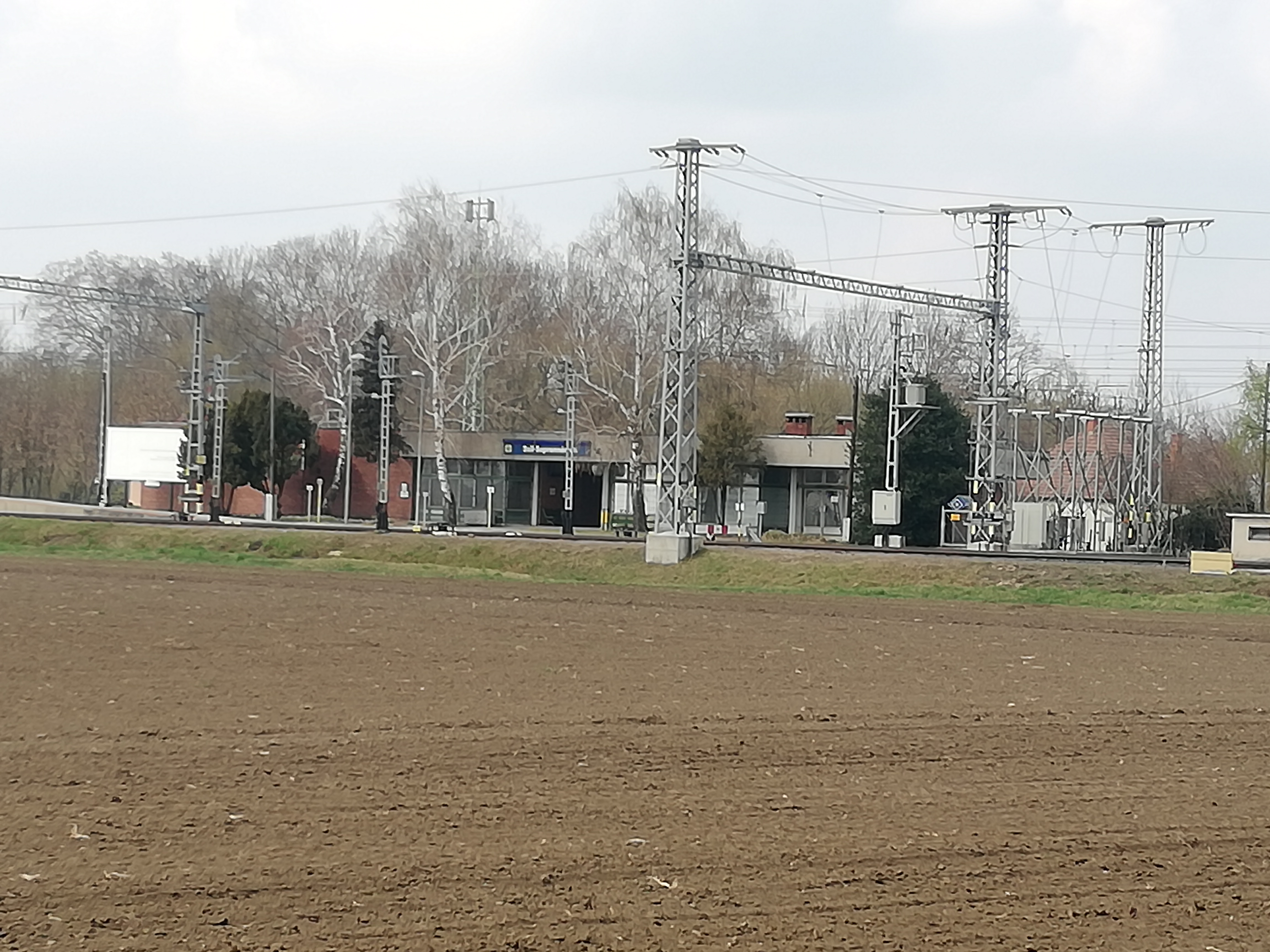
Távlati kép a 8604-es út felől